# Hódmezővásárhely
Hódmezővásárhely (phát âm tiếng Hungary: [ˈhoːdmɛzøːvaːʃaːrhɛj] ⓘ; tiếng Croatia: Vašarhelj) là một thành phố ở đông nam Hungary, trên đồng bằng Đại Hungary, tại nơi gặp nhau của Békés-Csanádi Ridge và vùng thảo nguyên bao quanh sông Tisza. Có bằng chứng sinh sống con người ở khu vực này từ 6000 năm trước và các bằng chứng khảo cổ cho thấy đã có con người thuộc nhiều nền văn hóa khác nhau định cư ở đây trong 6000 năm.